# Sardinella rouxi
Sardinella rouxi är en fiskart som först beskrevs av Poll, 1953.  Sardinella rouxi ingår i släktet Sardinella och familjen sillfiskar. Inga underarter finns listade i Catalogue of Life.